# Округ Грили (Канзас)
Округ Грили (енгл. Greeley County) је округ у америчкој савезној држави Канзас. По попису из 2010. године број становника је 1.247. Седиште округа је град Трибјун.

## Демографија
Према попису становништва из 2010. у округу је живело 1.247 становника, што је 287 (18,7%) становника мање него 2000. године.
| Група             | 2000.         | 2010.         |
| Белци             | 1.338 (87,2%) | 1.056 (84,7%) |
| Афроамериканци    | 3 (0,2%)      | 6 (0,5%)      |
| Азијати           | 1 (0,1%)      | 4 (0,3%)      |
| Хиспаноамериканци | 177 (11,5%)   | 171 (13,7%)   |
| Укупно            | 1.534         | 1.247         |